# Stubbasjön
Stubbasjön är en sjö i Värnamo kommun i Småland och ingår i Lagans huvudavrinningsområde. Sjön har en area på 0,0945 kvadratkilometer och ligger 167,1 meter över havet.

## Delavrinningsområde
Stubbasjön ingår i det delavrinningsområde (635573-140380) som SMHI kallar för Ovan Ruskån. Medelhöjden är 179 meter över havet och ytan är 18,62 kvadratkilometer. Räknas de 18 delavrinningsområdena uppströms in blir den ackumulerade arean 440,74 kvadratkilometer. Delavrinningsområdets utflöde Lagan (Härån) mynnar i havet. Delavrinningsområdet består mestadels av skog (58 %), jordbruk (14 %) och sankmarker (18 %). Avrinningsområdet har 0,09 kvadratkilometer vattenytor vilket ger det en sjöprocent på 0,5 %.